# My Life + Best
My Life + Best는 대한민국의 가수 이선희의 정규 12집 앨범으로 2001년 3월 26일 발매되었다.

## 트랙리스트
1. 이별소곡
  - 작사 : 이선희 / 작곡 : 이선희 / 편곡 : 이선희
2. 이 노래를 빌려서
  - 작사 : 강은경 / 작곡 : 유영석 / 편곡 : 박영수, 유영석
3. 비창
  - 작사 : 강은경 / 작곡 : 양정승 / 편곡 : 앙정승
4. 살아가다 보면
  - 작사 :  J.Y Park "The Asiansoul"   / 작곡 :  J.Y Park "The Asiansoul"   / 편곡 :  J.Y Park "The Asiansoul"
5. 아마
  - 작사 : 김종서 / 작곡 : 김종서 / 편곡 : 김종서
6. 고백
  - 작사 : 유영석 / 작곡 : 유영석 / 편곡 : 박영수, 유영석
7. My Life
  - 작사 : 유영석 / 작곡 : 유영석 / 편곡 : 박영수, 유영석
8. 이보다 좋을 순 없죠
  - 작사 : 유영석 / 작곡 : 유영석 / 편곡 : 박영수, 유영석
9. Because Of You 
  - 작사 : 유영석 / 작곡 : 유영석 / 편곡 : 유영석
10. 온세상 잠든후 부터
  - 작사 : 이다경 / 작곡 : 박영수 / 편곡 : 박영수, 유영석
11. I Have To Say Goodbye 
  - 작사 : 이다경 / 작곡 : 정시로 / 편곡 : 정시로

Disc2
1. J에게
  - 작사 : 이세건 / 작곡 : 이세건
2. 사랑이지는 이 자리
3. 추억의 책장을 넘기면
  - 작사 : 송시현 / 작곡 : 송시현
4. 한바탕 웃음으로
  - 작사 : 송시현 / 작곡 : 송시현
5. 겨울애상
  - 작사 : 김요일 / 작곡 : 송시현
6. 알고싶어요
  - 작사 : 양인자 / 작곡 : 김희갑
7. 그대가 나를 사랑하신다면
  - 작사 : 김미선 / 작곡 : 김진룡
8. 한송이 국화
  - 작사 : 채유정 / 작곡 :양문성 / 편곡 : 양문성
9. 나의 거리
  - 작사 : 윤희중 / 작곡 : 윤희중
10. 라일락이 질때
  - 작사 : 이선희 / 작곡 : 이선희
11. 조각배
  - 작사 : 이철용 / 작곡 : 김영동
12. 나항상그대를
  - 작사 : 김민정 / 작곡 : 송시현
13. 사랑했을뿐인데
  - 작사 : 이선희 / 작곡 : 이선희
14. 아! 옛날이여
  - 작사 : 송수욱 / 작곡 : 송주호
15. 기분이 좋아
  - 작사 : 최수정 / 작곡 : 김현규
16. 아름다운 강산
  - 작사 : 신중현 / 작곡 : 신중현